# Callicratidas
Callicratidas (parfois aussi appelé Callicratidès) est un général spartiate de la fin du Ve siècle av. J.-C.
Adversaire de Lysandre, il remplace ce dernier, ce qui provoque la colère de Cyrus le Jeune (ami de Lysandre), au commandement de la flotte lacédémonienne à la fin de la guerre du Péloponnèse.
En 406 av. J.-C. il bloque son adversaire athénien Conon dans Mytilène, mais est vaincu et périt la même année au cours de la bataille navale des Arginuses. 